# Matej Mavrič
Matej Mavrič (* 29. Januar 1979 in Koper, SFR Jugoslawien) ist ein ehemaliger slowenischer Fußballspieler.

## Karriere

### Verein
Mavrič spielte bis 1997 für den slowenischen Zweitligisten NK Piran. Als die erste Mannschaft in die Drittklassigkeit abstieg, wechselte er zum Vizemeister NK Primorje aus Ajdovščina. Dort kam der Innenverteidiger in den ersten beiden Jahren regelmäßig zu Einsätzen in der 1. slowenischen Liga. Nachdem er 1999/2000 nur dreimal für Primorje gespielt hatte, wechselte er während der Saison zum Ligakonkurrenten ND Gorica. 2001 holte er seinen ersten Titel, als der Verein aus Nova Gorica den Landespokal gewann. Bis dahin war er nur zu wenigen Einsätzen gekommen; in den folgenden beiden Jahren wurde er fester Bestandteil der Abwehr und absolvierte fast alle Saisonspiele. 2004 wurde die Mannschaft Meister. Daraufhin setzte Mavrič seine Karriere beim norwegischen Erstligisten Molde FK fort.
Mit dem FK Molde spielte der Slowene gegen den Abstieg; 2005 kam der Klassenerhalt erst in der Relegation. Dafür war der Verein im norwegischen Pokal umso erfolgreicher. Das Team spielte sich bis ins Finale und gewann dort gegen Hønefoss sogar den Titel. Dadurch kam Mavrič auch 2006 zu zwei UEFA-Cup-Spielen. Molde setzte sich allerdings auch in diesem Jahr wieder auf den letzten Tabellenplätzen fest.
Der Slowene wechselte darauf zur Rückrunde in die 2. Bundesliga nach Deutschland: Die TuS Koblenz lieh ihn bis Saisonende als Verstärkung im Abstiegskampf aus und verpflichtete ihn darüber hinaus für die Saison 2007/08. In seiner Zeit bei der TuS Koblenz war er einer der Publikumslieblinge und wurde Rekordspieler der TuS in der 2. Bundesliga.
Mit Saisonbeginn 2010/11 ging er zum österreichischen Bundesligisten Kapfenberger SV. Bei den Obersteirern unterschrieb er einen Vertrag mit einer Laufzeit von drei Jahren.
Im Sommer 2012 kehrte er nach Slowenien zurück und spielte bis zum Frühjahr 2013 beim FC Koper, ehe er seine Karriere als Fußballprofi beendete.

### Nationalmannschaft
Das Jahr 2002 brachte für Matej Mavrič nicht nur den Durchbruch im Verein, der zudem mit der Wiederholung des Pokalsiegs gekrönt wurde. Am 21. August 2002 stand er auch zum ersten Mal für die slowenische Fußballnationalmannschaft auf dem Platz, als er kurz vor Schluss in einem Freundschaftsspiel gegen Italien eingewechselt wurde. Allerdings blieb das zunächst sein einziges Länderspiel. Erst nach seinem Wechsel nach Norwegen kehrte er in die Nationalmannschaft zurück und wurde Stammspieler. Er wurde so auch in den Qualifikationsspielen zur Fußball-Weltmeisterschaft 2006 eingesetzt. Am 1. Juni 2010 wurde er vom slowenischen Nationaltrainer Matjaž Kek in den endgültigen Kader Sloweniens zur Fußball-Weltmeisterschaft 2010 in Südafrika berufen. Im Turnier selbst kam er nicht zum Einsatz. Slowenien schied am Ende nach der Gruppenphase aus.

## Titel und Erfolge
- Slowenischer Meister 2004 mit ND Gorica
- Slowenischer Vizemeister 2000 mit ND Gorica
- Slowenischer Pokalsieger 2001 und 2002 mit ND Gorica
- Norwegischer Pokalsieger 2005 mit Molde FK